# District de Xialu
Le district de Xialu (下陆区 ; pinyin : Xiàlù Qū) est une subdivision administrative de la province du Hubei en Chine. Il est placé sous la juridiction de la ville-préfecture de Huangshi.